# بافت پوششی روده

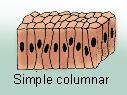
Simple columnar بافت پوششی.

بافت پوششی روده بافت پوششی‌ای است که رودهٔ کوچک و بزرگ را پوشش می‌دهد. این بافت ستونی‌مانند ساده و بی‌مژک است. مهمترین نقش این بافت در گوارش است. اما، این بافت در ایمنی بدن هم نقش دارد؛ هم بعنوان سد جلوگیری‌کننده و هم بعنوان نخستین شناسایی‌کنندهٔ بیماری‌زا. رودهٔ پستانداران از یک تک‌لایه از یاخته‌های بافت پوششی درست شده که هر ۴ - ۵ روز با یاخته‌های نو جایگزین می‌شوند.